# Holly Madison
Holly Madison, pseudonimo di Holly Sue Cullen (Astoria, 23 dicembre 1979), è una modella e attrice statunitense.

## Biografia
Nata in Oregon, all'età di due anni si trasferisce in un paesino dell'Alaska. Suo padre, infatti, è un commerciante in legname ed è costretto molto spesso a viaggiare per lavoro. Nel 1990 ritorna con la famiglia in Oregon e si stabilisce a St. Helens; nel 1999 si trasferisce a Los Angeles dove si diploma presso la Loyola Marymount University.
Comincia a lavorare come modella, finché, nel 2004, conosce Hugh Hefner, il major della rivista Playboy posa nel numero di novembre del 2005. Allaccia una relazione con l'ottantenne Hefner e si trasferisce nella sua villa, dove l'uomo convive con altre due ragazze, Bridget Marquardt e Kendra Wilkinson. Dal luglio 2005 è una delle protagoniste di The Girls Next Door, un programma simil-reality incentrato sulla vita di Hefner e delle sue tre fidanzate alla Playboy Mansion e agli eventi organizzati dalla rivista. In questa veste è comparsa diverse volte con le due colleghe sulle pagine di Playboy.
Holly Madison ha partecipato a numerosi film per la tv e il cinema, tra cui Scary Movie 4, diretto nel 2004 da David Zucker. In tv ha fatto parte del cast dell'ottava edizione (2009) di Dancing With The Stars della CBS. Dopo aver lasciato Hugh Hefner, ha avuto una breve relazione con il giovane chitarrista degli All Time Low, Jack Bassam Barakat (2011).
Successivamente (2013), ha sposato il produttore italo-americano Pasquale Rotella (fondatore di Insomniac Events che organizza l'EDC Las Vegas Festival), da cui ha avuto due figli: Rainbow Aurora nel 2013 e Forest Leonardo Antonio nel 2016. Ha divorziato da Rotella nell'Agosto 2018. Ha pubblicato l'autobiografia Down the Rabbit Hole: Curious Adventures and Cautionary Tales of a Former Playboy Bunny (2015) e un memoriale The Vegas Diaries: Romance, Rolling the Dice and the Road to Reinvention (2016).

## Filmografia
- The Last Broadcast (1998)
- Scary Movie 4 (2006)
- La coniglietta di casa (2008)
- The Telling (2009)
- Sharknado 3 (film tv, 2015)

## Libri
- Down the Rabbit Hole: Curious Adventures and Cautionary Tales of a Former Playboy Bunny, Dey Street Books, 2015
- The Vegas Diaries: Romance, Rolling the Dice and the Road to Reinvention, Dey Street Books, 2016